# Годзилла против Мотры: Битва за Землю
«Годзилла против Мотры» (яп. ゴジラVSモスラ Годзира таи Мосура), также известен под названием «Годзилла против Мотры: Битва за Землю» — японский фильм 1992 года; это девятнадцатый фильм о Годзилле, шестой фильм о гигантской бабочке Мотре и первый и единственный фильм о Баттре. Это первый кайдзю-фильм режиссёра Такао Окавары. Хотя в Японии фильм вышел под названием «Годзилла против Мотры», он не является ремейком одноимённой картины 1964 года.
На российском телевидении фильм шёл под названием «Возвращение динозавра», которое отсылало к совершенно другой ленте, с Годзиллой никак не связанной. Это был первый фильм о Годзилле, показанный в России.

## Сюжет
Фильм начинается с падения метеорита в Тихий океан, пробуждающего Годзиллу и осыпи, обнаружившие гигантское яйцо.
После вступительных титров действия разворачиваются в древнем храме. Молодой археолог Такуя Фудзита, похитивший золотую статую, попадает в руки полиции. Позже его бывшая жена Масако Тэдзука и премьер-министр Японии его освобождают при условии, что он должен им помочь. Такуя, Масако и секретарь Андо отправляются на остров Инфант, где находят пещеру с наскальными рисунками и астрономическими символами. Позже они обнаруживают гигантское яйцо. Масако высказывает предположение, что яйцо принадлежит динозавру, но Такуя заявляет, что яйцо слишком велико для яйца динозавра. Появляются две феи размером с дюймовочку и сообщают, что это яйцо Мотры. Феи рассказывают, что они являются Космосом Земли и поддерживают природное равновесие. Также они рассказывают о том, что двенадцать тысяч лет назад существовала высокоразвитая цивилизация. Учёные, принадлежавшие к этой цивилизации, пытались создать контроль над климатом, но эксперименты породили злобное существо Баттру. Мотре удалось одержать верх над Баттрой, но цивилизацию уничтожил потоп, а Мотра с феечками Космос укрылась в горах. Ряд катаклизмов и деятельность человека нарушили природное равновесие и Космос опасаются, что где-то пробудилась Баттра. Тем временем выясняется, что Баттра, находящаяся в личиночной стадии развития, напала на Японию и разрушает здания с помощью мощных разрядов, которые образуются в роге, находящемся на морде. Герои решают забрать яйцо и фей Космос в Японию. Яйцо грузят на платформу, которую привязывают к кораблю. Когда корабль плывёт в Филиппинском море, неожиданно появляется Годзилла. Такуя хочет отвязать платформу с яйцом, но Андо пытается его остановить. Всё же Такуя успевает отвязать платформу. Из яйца вылупляется личинка Мотры. Затем появляется личинка Баттры и три монстра начинают драться. Личинка Мотры уплывает, а Годзилла и личинка Баттры погружаются на дно, продолжают биться и падают в разлом с магмой.
Когда герои прибывают в Токио, Андо похищает Космос и отвозит их к своему боссу. Личинка Мотры приплывает в Токио, чтобы освободить Космос, и начинает разрушать здания. Масако забирает Мики Саэгусу и свою дочь. Мики с помощью телепатии улавливает голоса Космоса. Мики, Масако и её дочь встречают Такую, который забрал Космос и передают Космос личинке Мотры. Личинка Мотры уползает к Зданию Парламента, где образует вокруг себя кокон. Происходит извержение Фудзи и из кратера выходит Годзилла, который, как оказалось, плыл сюда в магме под земной корой. Мотра, претерпев метаморфоз во взрослую бабочку, освобождается из кокона. Одновременно с Мотрой Баттра тоже превращается во взрослую бабочку. В воздухе Баттра атакует Мотру, выпуская из глаз фиолетовые тепловые лучи. Мотра падает. Затем Баттра подлетает к Годзилле и атакует его. Годзилла откидывает Баттру. Мотра поднимается, подлетает к Баттре и обменивается с ней энергией, после чего они объединяются против Годзиллы. Мотра бьёт Годзиллу энергетическим разрядами, но мощная атомная энергия Годзиллы противодействует им и отталкивает Мотру. Мотра падает к колесу обозрения. Годзилла выпускает из пасти атомный луч в основание колеса обозрения. Колесо начинает падать, но Баттра хватает его и относит в сторону Годзиллы, тем самым спасая Мотру. Годзилла падает под тяжестью колеса, а Мотра и Баттра начинают обстреливать его тепловыми лучами. Годзилла встаёт, но вскоре снова падает. Мотра и Баттра берут Годзиллу и несут его по воздуху в океан. Годзилла выпускает атомный луч в Баттру. Годзилла теряет сознание. Мотра отпускает Годзиллу. Годзилла падает в океан вместе с мёртвой Баттрой.
В конце фильма действие происходит на аэродроме. Космос рассказывают, что Баттра должна была защитить Землю от метеорита, который должен будет столкнуться с Землёй в 1999 году. Теперь, когда Баттра мертва, Мотра должна будет это сделать. Феи Космос взлетают и перемещаются на Мотру; Мотра улетает в открытый космос.

## Кассовые сборы
В Японии фильм собрал 4,2 млн билетов, при этом кассовые сборы составили 2,22 млрд иен (20 млн долларов).